# Липатников, Аркадий Васильевич
Арка́дий Васи́льевич Липа́тников (5 февраля 1925, Нижний Сеснур, Куженерский район, Марийская автономная область, РСФСР, СССР ― 29 июня 2012, Йошкар-Ола, Россия) ― советский и российский юрист, прокурор. Заслуженный юрист РСФСР (1978). Участник Великой Отечественной войны. Член КПСС с 1967 года.

## Биография
Родился 5 февраля 1925 года в деревне Нижний Сеснур ныне Куженерского района Марий Эл в многодетной семье колхозника, погибшего на фронте в 1942 году. 
В 1943 году призван в Красную армию. Участник Великой Отечественной войны: миномётчик 304-го гвардейского стрелкового полка 100-й гвардейской стрелковой дивизии 7-й армии на Ленинградском фронте, сержант. С июня 1943 года принимал участие в боях в Ленинградской области, Карелии, а за время войны побывал в Молдавии, Польше и Германии. Награждён орденом Отечественной войны II степени и медалями. 
После войны в течение 4-х лет служил на Сахалине. 
В 1955 году окончил Ленинградскую следственную школу Генеральной Прокуратуры СССР, а в 1971 году заочно окончил Казанский государственный университет.
С 1955 года ― на работе в Марийской АССР: следователь в пп. Мари-Турек, Сернур, с 1965 года — в Йошкар-Оле: старший следователь, в 1981―1989 годах ― следователь по особо важным делам, в 1989―1997 годах ― помощник прокурора по реабилитации Прокуратуры Марийской АССР / Республики Марий Эл.
В 1978 году ему присвоено почётное звание «Заслуженный юрист РСФСР». Награждён медалями и Почётной грамотой Президиума Верховного Совета Марийской АССР.
Ушёл из жизни 29 июня 2012 года в Йошкар-Оле, похоронен на Туруновском кладбище.

## Звания и награды

### Трудовые
- Заслуженный юрист РСФСР (1978)[2][3]
- Медаль «За доблестный труд. В ознаменование 100-летия со дня рождения Владимира Ильича Ленина» (1970)
- Медаль «Ветеран следственных органов»[5][7]
- Почётная грамота Президиума Верховного Совета Марийской АССР (28 января 1966)[2][3] ― за продолжительную и активную работу по борьбе с преступностью в Марийской АССР[6]

### Боевые
- Орден Отечественной войны II степени (06.04.1985)[4]
- Медаль «За победу над Германией в Великой Отечественной войне 1941—1945 гг.» (09.05.1945)[5][7]